# Истиклол (футбольный клуб, Ташкент)
«Истикло́л» (узб. «Istiqlol» Toshkent futbol klubi / «Истиқлол» Тошкент футбол клуби) — бывший узбекистанский футбольный клуб из Ташкента. Основан в 1994 году, воссоздан в 2012 году и вновь расформирован в 2015 году.

## История
«Истиклол» был основан в начале 2012 года в Ташкенте. Он был создан как аналог российского клуба из Махачкалы — «Анжи» (эмблема, стиль и цвета формы очень напоминают дагестанскую команду), где в то время играл полузащитник сборной Узбекистана Одил Ахмедов.
В 2012 году «Истиклол» начал выступать во Второй лиге чемпионата Узбекистана, где занял 1-е место, получив путевку в Первую лигу.
На предварительном этапе сезона-2013 клуб в группе «Восток» стал 9-м среди 12 участвовавших команд. В финальном этапе он занял итоговое 11-е место (из 16).
В 2014 году на предварительном этапе в группе «Восток» «Истиклол» был 7-м. В финальном этапе ташкентцы финишировали 13-ми (из 16 команд).

## Известные игроки
- Алишер Узаков[2]
- Тимур Садиров
- Джамал Нармирзаев

## Достижения
- Победитель Второй лиги: 2012.
- Победитель чемпионата Ташкента: 2012.